# 塔里斯曼能源
塔里斯曼能源股份有限公司（Talisman Energy Inc.），或译塔利斯曼能源，是一家位於加拿大卡爾加里的國際油氣開採加工公司。原為英國石油的子公司BP Canada Ltd。1992年英國石油售出其57%的股份，因而成為獨立公司。
2014年12月16日西班牙國家石油公司以83億美元和承擔47億美元的債務合共斥資130億美元購買加拿大第五大獨立石油生產商塔里斯曼能源。

## 外部連結
- Official site （页面存档备份，存于）
- CBS News - Black Gold For Blood Money In Sudan （页面存档备份，存于）
- Carlisle, Tamsin. "Calgary Oil Firm Talisman Pays Painful Price for Sudan Investment." The Wall Street Journal. August 17, 2000